# Kroon van Napoleon

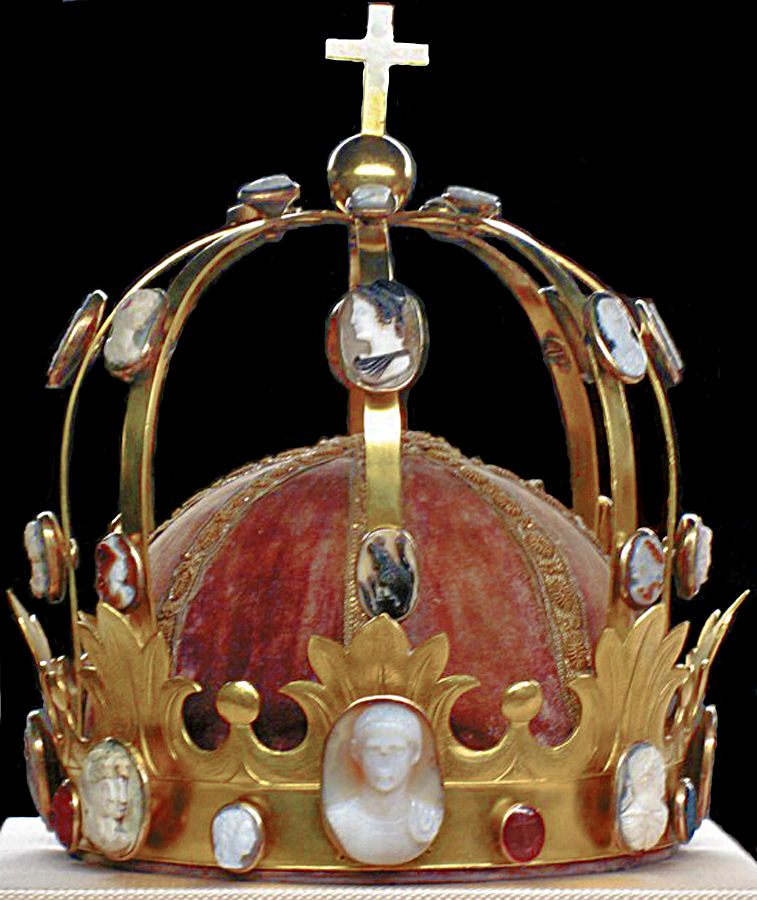
De kroon van Napoleon

De kroon van Napoleon was de kroningskroon die speciaal voor de kroning van Napoleon Bonaparte werd vervaardigd. Napoleon noemde deze de "Kroon van Karel de Grote" naar de kroningskroon die de Franse koningen hadden gebruikt in de voorgaande eeuwen. Deze historische koningskroon was tijdens de Franse Revolutie echter verloren gegaan.

## Ontwerp
De kroon werd vervaardigd door de Franse goudsmid Martin-Guillaume Biennais die zich bij het ontwerp van de kroon baseerde op de tekeningen van Bernard de Montfaucon's Les monumens de la monarchie françoise. Net zoals andere Europese koningskronen bestaat de kroon van Napoleon uit acht halve bogen. De bogen zijn bezet met schelpcameeën en uitgesneden carneolen die elkaar ontmoeten in een gouden bol, waarop een kruis is geplaatst. De kroon zelf heeft een nep-middeleeuwse stijl, is volledig afhankelijk van de gouden en metalen versieringen en verstoken van de grote bedekking met diamanten en juwelen die in de mode kwamen bij kronen die later in de 19e eeuw werden gemaakt.

## Geschiedenis
De kroon werd speciaal vervaardigd voor de kroning van Napoleon en moest de verloren gegane Franse kroningskroon vervangen. Om de nieuwe kroon te voorzien van de nodige authenticiteit betaalde Napoleon voor een studie die nog in 1804 verscheen over de kroon. Deze studie was zogenaamd voor het eerst verschenen kort na de Terreur, om hiermee de indruk te wekken dat de kroon nooit verloren was gegaan.
Na de val van het Eerste Franse Keizerrijk werd de kroon van Napoleon niet meer gebruikt voor kroningen. Lodewijk XVIII liet zich niet kronen en Karel X van Frankrijk gebruikte de kroon van Lodewijk XV voor zijn kroning. Ook Napoleon III liet zich niet kronen, noch droeg hij de kroon van zijn voorganger. 
In 1885 verkocht de Nationale Vergadering verschillende Franse regalia. Een van de weinige stukken die bewaard bleef was de kroon van Napoleon, die te bezichtigen is in het Louvre.